# 园泄泾
园泄泾又稱圆泄泾，是中華人民共和國上海市松江區的一條河流，西與大蒸港相連，東至三角渡，全長5.73千米。河流沿岸建有防汛墻。1968年航道部門對园泄泾實施疏浚，现系杭申线航道和长湖申线航道的组成部分，属6级航道，通行100吨级船只。